# Crematogaster cristata
Crematogaster cristata är en myrart som beskrevs av Santschi 1929. Crematogaster cristata ingår i släktet Crematogaster och familjen myror. Inga underarter finns listade i Catalogue of Life.